# Highland (Illinois)
Highland és una població dels Estats Units a l'estat d'Illinois. Segons el cens del 2009 tenia 10.000 habitants.

## Demografia
Segons el cens del 2000, Highland tenia 8.438 habitants, 3.442 habitatges, i 2.230 famílies. La densitat de població era de 602,2 habitants/km².
Dels 3.442 habitatges en un 32,8% hi vivien nens de menys de 18 anys, en un 53,3% hi vivien parelles casades, en un 8,8% dones solteres, i en un 35,2% no eren unitats familiars. En el 30,9% dels habitatges hi vivien persones soles el 16,4% de les quals corresponia a persones de 65 anys o més que vivien soles. El nombre mitjà de persones vivint en cada habitatge era de 2,4 i el nombre mitjà de persones que vivien en cada família era de 3,04.
Per edats la població es repartia de la següent manera: un 25,5% tenia menys de 18 anys, un 8,1% entre 18 i 24, un 27,9% entre 25 i 44, un 20,5% de 45 a 60 i un 18,1% 65 anys o més.
L'edat mediana era de 38 anys. Per cada 100 dones de 18 o més anys hi havia 82,5 homes.
La renda mediana per habitatge era de 39.524 $ i la renda mediana per família de 52.240 $. Els homes tenien una renda mediana de 36.536 $ mentre que les dones 25.620 $. La renda per capita de la població era de 21.101 $. Aproximadament el 3,6% de les famílies i el 6,8% de la població estaven per davall del llindar de pobresa.

## Poblacions properes
El següent diagrama mostra les poblacions més properes.